# Peter Raymont
Peter Raymont est un producteur, réalisateur, scénariste, monteur et directeur de la photographie canadien.

## Filmographie
Comme producteur
- 1973 : The Innocent Door
- 1974 : The Coldspring Project
- 1975 : Sikusilarmiut
- 1975 : Natsik Hunting
- 1977 : The Hunters: Asivaqtiin
- 1981 : Magic in the Sky
- 1987 : The Brokers
- 1990 : Between Two Worlds
- 1991 : Time Immemorial
- 1991 : Tikinagan
- 1991 : Starting Fire with Gunpowder
- 1991 : Flooding Job's Garden
- 1995 : Abby, I Hardly Knew Ya
- 1998 : A Scattering of Seeds (série télévisée)
- 1998 : Brothers from Vietnam
- 2003 : The Hero's Hero: The Forgotten Life of William Barker (TV)
- 2004 : Shake Hands with the Devil: The Journey of Roméo Dallaire
- 2005 : Toronto: City of Dreams
- 2005 : The Idealist
- 2007 : A Promise to the Dead: The Exile Journey of Ariel Dorfman
- 2007 : Tsepong: A Clinic Called Hope
- 2008 : World’s Collide
- 2008 : I Nuligak: An Inuvialuit History of First Contact
- 2008 : Tar Sands
- 2008 : Radical Dreamer:The Passionate Journey of Graham Spry
- 2008 : Triage: Dr. James Orbinski’s Humanitarian Dilemma
- 2009 : Genius Within: The Inner Life of Glenn Gould
- 2010 : Pets on Prozac
- 2010 : Experimental Eskimos
- 2010 : Winds of Heaven: Emily Carr, Carvers and The Spirit of The Forest
- 2010 : The Team
- 2010 : Prosecutor
- 2011 : West Wind: The Vision of Tom Thomson
- 2012 : Cracked (série télévisée)
- 2012 : Fight Like Soldiers, Die Like Children

Comme réalisateur
- 1975 : Sikusilarmiut
- 1975 : Lumsden
- 1975 : The Forest Watchers
- 1977 : River: Planet Earth
- 1977 : Flora: Scenes from a Leadership Convention
- 1978 : Reflections on a Leadership Convention
- 1978 : The Art of the Possible
- 1981 : Magic in the Sky
- 1983 : Prisoners of Debt: Inside the Global Banking Crisis
- 1985 : With Our Own Two Hands
- 1987 : The Brokers
- 1988 : The World Is Watching
- 1989 : Only the News That Fits
- 2003 : The World Stopped Watching
- 2004 : Shake Hands with the Devil: The Journey of Roméo Dallaire
- 2007 : A Promise to the Dead: The Exile Journey of Ariel Dorfman
- 2008 : Radical Dreamer:The Passionate Journey of Graham Spry
- 2009 : Genius Within: The Inner Life of Glenn Gould
- 2011 : West Wind: The Vision of Tom Thomson

Comme scénariste
- 1975 : The Forest Watchers
- 1977 : Flora: Scenes from a Leadership Convention
- 1978 : Reflections on a Leadership Convention
- 1978 : The Art of the Possible
- 1981 : Magic in the Sky
- 1985 : With Our Own Two Hands
- 1988 : The World Is Watching
- 2003 : The World Stopped Watching

Comme monteur
- 1972 : Just Another Job
- 1973 : The Innocent Door
- 1974 : The Coldspring Project
- 1977 : River: Planet Earth
- 1977 : Flora: Scenes from a Leadership Convention
- 1978 : Reflections on a Leadership Convention
- 1978 : The Art of the Possible

Comme directeur de la photographie
- 1983 : Falasha